# 지구촌
지구촌(영어: Global Village)은 과학기술과 통신의 발전으로 온 인류가 쉽게 왕래하고 소통을 할 수 있는 세상이라는 뜻으로 지구를 한 마을(촌, 村)처럼 생각하여 쓰는 말이다.
마샬 맥루한(Herbert Marshall Mcluhan)이 1988년 브루스 R.파워스와 함께 지은 책 (The global village : transformations in world life and media in the 21st century, 한국판 - 지구촌 : 21세기 인류의 삶과 미디어의 변화)에서 처음 사용하였다.
지구촌은 라디오, 전화벨, 텔레비전과 같은 통신매체의 사용으로 인해 세계가 마을과도 같아지는 은유적인 표현이다. 지구촌은 또한 전세계를 통틀어서 경제와 사회간의 관계를 표현하는 용어로 쓰이기도 한다. 이 용어는 캐나다인이고, The Gutenberg Galaxy: The Making of Typographic Man (1962) and Understanding Media (1964)라는 책으로도 유명한 Marshall McLuhan에 의해 만들어졌다. 그는 전 세계가 전자 기술, 통신기술과 한번에 전 세계적으로 움직이는 정보의 움직임에 의해 마을처럼 변하고 있다고 표현했다.

## 개요
디지털 시대의 새로운 현실은 문화의 문맥 안에서 새롭게 사회학적인 구조가 생겨난다는 것을 함축적으로 나타내고 있다. 메시지를 교환하는 것, 스토리, 의견, 게시물, 동영상들을 라디오나 텔레비전 등을 통해 공유하는 것은 서로 다른 문화에 의해 잘못된 소통과 전달을 야기할 수 있다. 현대 분석자들은 공동체에서 변화의 요인에 대해 궁금증을 제시한다. 종종 그들은 이러한 변화의 결과들은 몇몇 잠재적인 새로운 사회적 구조를 만드는데 기여할 수 있다고 본다. 대부분의 그들은 증가된 상호교류의 속도가 사회적인 변화를 위한 소셜 네트워크를 만들고, 국제적으로 서로 가깝게 만드는데 기여했다는 사실을 강조한다.
지구촌을 넘어서 사람들은 그들의 이웃동네로 뻗어나가고 초월했다. 그들은 도시, 국가, 정부, 종교들을 가로질러 뻗어나가는 네트워크의 복합적인 공동체로 진화되었다. 라디오, 텔레비전과 같은 전자통신, 소셜미디어를 통한 우정이 담긴 네트워킹과 같은 것들은 아마 이미 존재하고 있는 소셜 클러스터 안에서 상호 교류 관계를 더욱 끈끈하게 했을지도 모른다. 지구촌의 사회학적인 구조상에서 함축적인 의미는 아직 완벽하게 규명되지는 않았다. 멀티미디어가 문화적인 요인들로 인해 개인들에게 다르게 미치는 능력을 가지고 있는 것 뿐만 아니라, 메시지 또한 종교적, 정치적, 사업적, 돈과 같은 요인들로 인해 사람들에게 영향을 미친다. 메시지를 받은 시간은 또한 어떻게 메시지가 해석되는지에 영향을 미친다.
Marshall McLuhan의 시간에서 지구촌은 존재하지 않는 그냥 아이디어일 뿐이었다. 원시사회 시대동안 사람들은 단순하게 그들의 감각을 조율하고 이용하면서 생존했다. 오늘날 인간사회는 신경학적으로 뒤엉켜있다. 우리의 뇌는 지속적으로 기술적인 진보에 적응해간다. 기술을 통해, 소셜 미디어의 탄생은 사람들을 지속적으로 다른 사람들의 게시글에 댓글을 달게 하고, 멀티 미디어 글로벌 세계와 함께 또 다른 게시물을 만들고 공유하게 했다. 약 55%의 10대들이 소셜미디어 프로필을 가지고 있다. 소셜미디어는 지리학적인 위치 때문에 전에는 받아보지 못했던 일과 함께 많은 사람들을 연결시켜준다. 새로운 소셜미디어는 세계를 연결시켜주기 때문에, 전세계의 문화는 비록 다른 문화라 할지라도 소셜미디어를 통해 서로 사람들이 배울 수 있다.

## 지구촌과 미디어
사람들은 그들이 더 이상 신체적으로 연결될 수 없는 디지털 공동체에 들어가기 위해 기술을 사용한다. 그들은 이제 정신적으로 연결될 수 있다. 각 소셜미디어 플랫폼은 각 개인이 지구촌을 통해 그들 자신의 의견을 표현할 수 있게 하는 디지털 집과 같은 역할을 한다. General Semantics의 연구는 미디어 생태계와 뉴미디어는 사람들이 미디어 글을 만들거나 보는 것에 대한 기회의 제한을 두지 않았다. 대중 매체가 영향력을 발휘한 이래로 이것은 지구촌이라는 이유로 세계의 서구화를 요구해왔다. 대중매체 없이는 인도와 터키와 같은 나라들은 미국인들이 사는 삶의 방식처럼 살 수 없을 것이다. 왜냐하면 그들은 미국인들이 어떻게 살아가는지 등에 대한 지식들을 가질 수 없기 때문이다. 대부분의 개발도상국들은 선진국인 미국과 같은 나라에서 많은 정보를 얻는다. 그러한 정보는 미디어 안의 동질성있는 세계를 연결하는 선진국들의 입맛에 맞는 정보로 편향되어있다.
인터넷에서 물리적인 거리는 실시간으로 사람들이 대화하는 것의 장애요소보다 멀지 않다. 사회적인 영역들은 대부분 웹의 개방성 때문에 확장된다. 그리고 그곳에서 사람들은 온라인 커뮤니티를 찾고, 같은 관심사와 취미를 가진 사람들과 함께 서로 어울릴 수 있다. McLuhan에 따르면, 함께 사회적이고 정치적인 작용을 할 수 있도록 한 향상된 전자적인 속도는 더욱 강렬한 정도에서 인간의 책임감에 대한 인식들을 드높였다. 향상된 커뮤니케이션의 속도와 사람들이 읽는 능력, 세계 뉴스에 발빠르게 반응하는 것들은 우리를 더욱 다양한 사회적인 그룹과 나라들과 함께 어울리도록 만들었고 글로벌한 책임감들을 가질 수 있도록 했다. 비슷하게, 웹으로 연결된 컴퓨터들은 사람들을 그들의 웹 사이트와 함께 연결할 수 있도록 했다.

## 같이 보기
- 문맥 붕괴
- 세계화